# Estación Curado
La Estación Curado es una de las estaciones del Metro de Recife y del VLT de Recife, situada en Recife, entre la Estación Alto do Céu, la Estación Rodoviária y la Estación Jorge Lins. Es una de las estaciones terminales de la Línea Curado–Cajueiro Seco del VLT de Recife.
Fue inaugurada en 1986. El movimiento de la estación es relativamente bajo. Es también utilizada para quien habita en los alrededores de la estación, para quien usa el metro o quiere ir a estaciones que posean alguna terminal de transporte. La Estación Curado no posee ramal de integración con autobús. Es la estación más próxima a la BR-232.